# Żyła odłokciowa

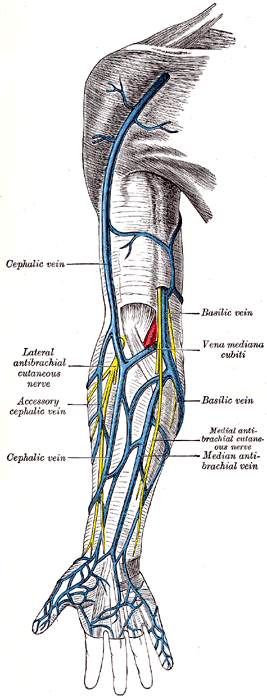
Żyły powierzchowne kończyny górnej

Żyła odłokciowa (łac. vena basilica, z arab. al-basilik = żyła królewska) – w anatomii człowieka największa żyła powierzchowna kończyny górnej, prowadzi główny prąd żylny na jej powierzchni.

## Przebieg
Żyłę odłokciową tworzy połączenie łuku żylnego grzbietowego śródręcza z żyłą odłokciową palca małego. Wstępuje ona od strony tylno-przyśrodkowej na przedramieniu, towarzysząc gałęzi łokciowej nerwu skórnego przyśrodkowego przedramienia. W okolicy zgięcia łokciowego dołącza do niej żyła pośrodkowa łokcia. Następnie przebiega w bruździe przyśrodkowej mięśnia dwugłowego ramienia, a w połowie długości ramienia przenika przez powięź głęboką, uchodząc do jednej z dwóch żył ramiennych, lub (rzadziej) wyżej, już do żyły ramiennej wspólnej, a nawet do pachowej.